# Patu (arme)
Pour les articles homonymes, voir Patu.
Un patu est une arme, type casse-tête, utilisée par les Maoris, le peuple indigène de la Nouvelle-Zélande. Le mot patu dans la langue maorie signifie frapper, battre ou maîtriser.

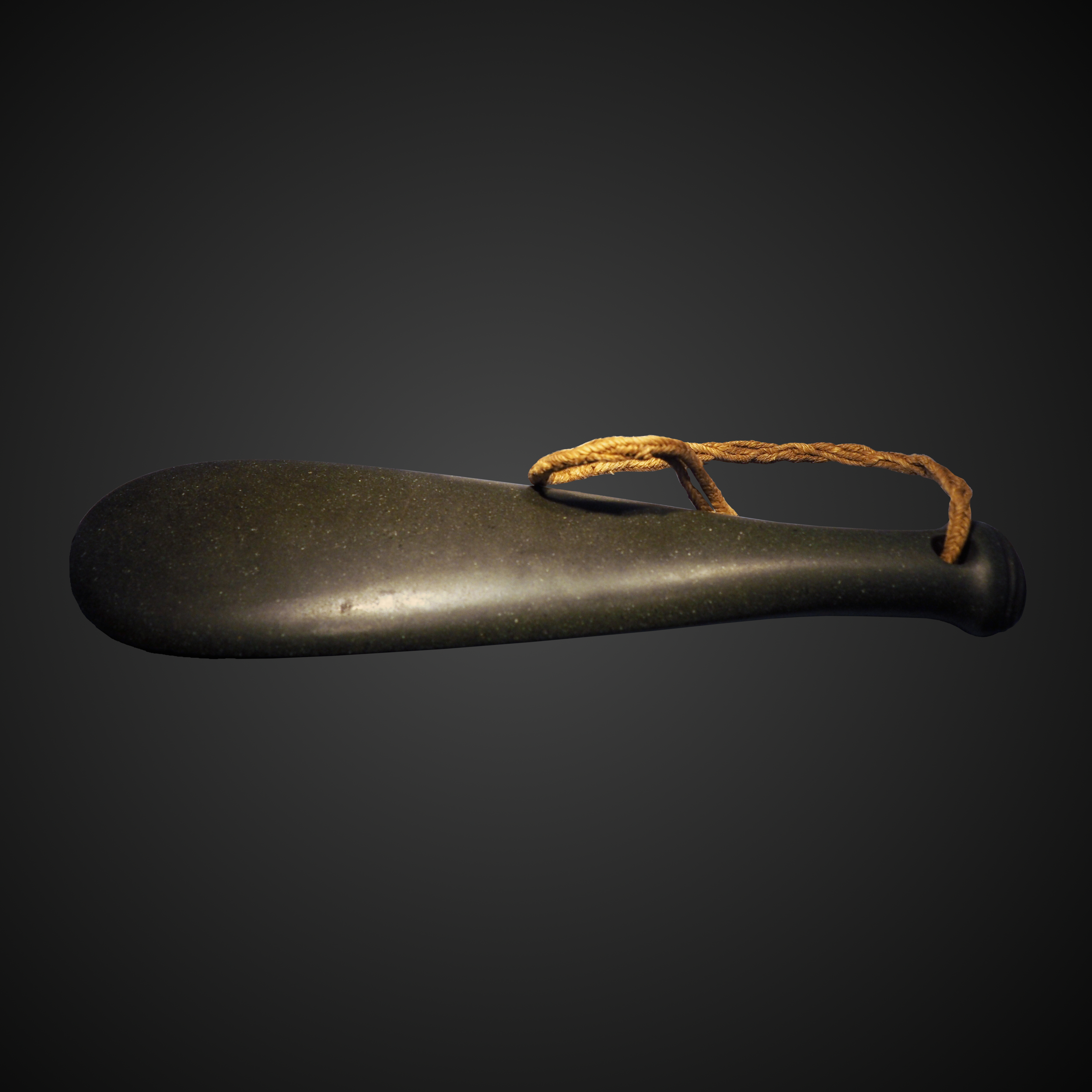
Patu de basalte collecté par James Cook et John Webber, Musée de Bern.

## Caractéristiques
Ce type de gourdins courts étaient principalement utilisés comme armes de frappe. Le coup administré était porté horizontalement, directement de l’épaule à la tempe de l’ennemi. Les patus sont fabriqués à partir de bois dur, d'os de baleine ou de pierre. Le matériau le plus noble pour le patu était la pounamu (jade). Les patus fabriqués à partir de jade sont appelés Mere. Ceux faits en os de baleine se nomment Patu paraoa. Les Maoris décoraient leurs patus en les sculptant.

## Galerie

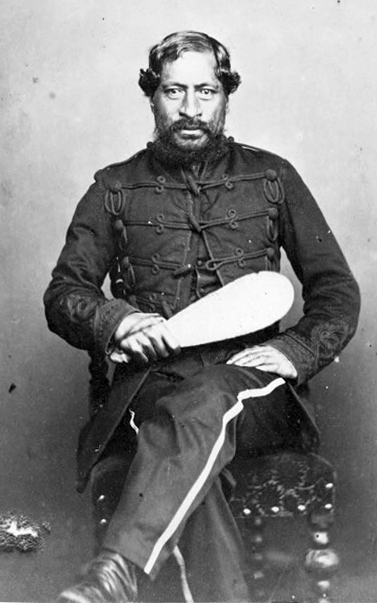
Mete Kingi Te Rangi Paetahi, vers 1869, National Library of New Zealand
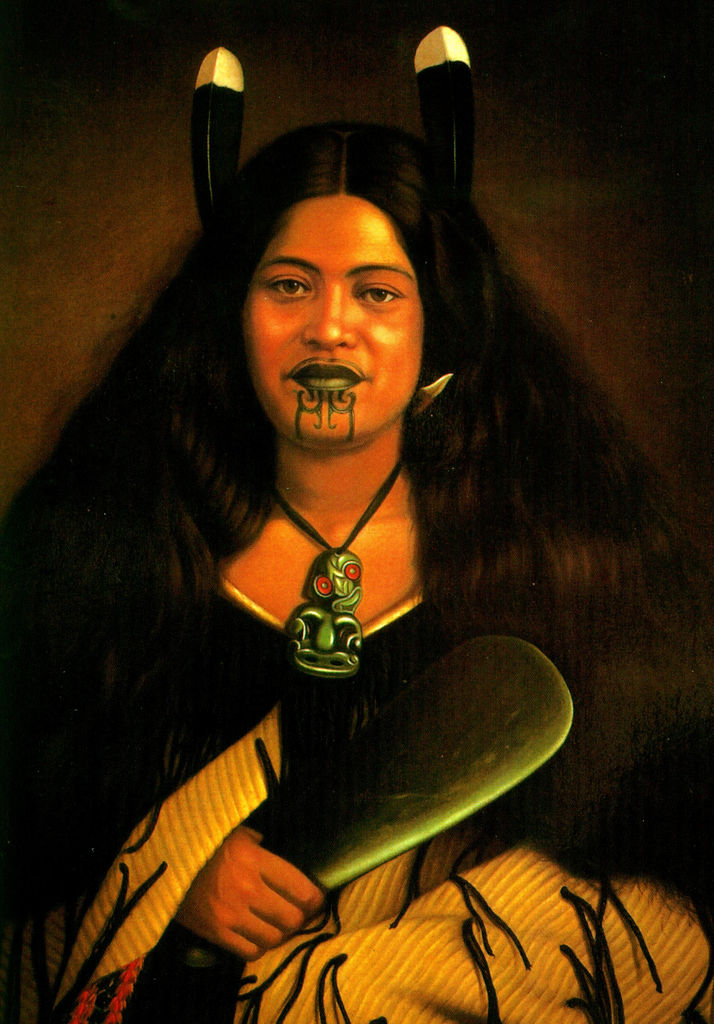
Pare Watene en 1878 portant un mere
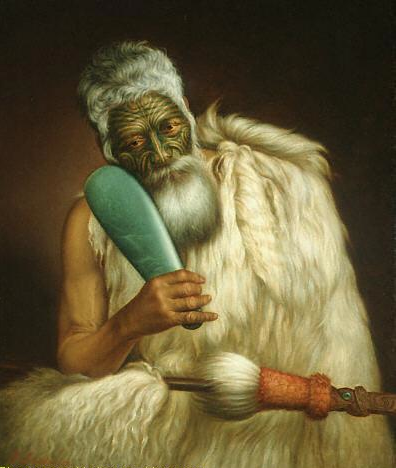
Chef de la tribu Te Āti Awa, Wiremu Kīngi, portant un patu en jade (mere) (peint par Gottfried Lindauer)